# الکساندر تامرت
الکساندر تامرت (به استونیایی: Aleksander Tammert) (زاده ۲ فوریهٔ ۱۹۷۳ - تارتو) پرتاب‌گر دیسک اهل استونی است. از افتخارات وی میتوان وی می‌توان به کسب مدال برنز پرتاب دیسک بازی‌های المپیک تابستانی ۲۰۰۴، مدال برنز مسابقات دو و میدانی اروپا ۲۰۰۶ و مدال طلا یونیورسیاد ۲۰۰۱ اشاره کرد.

## پبوند به بیرون
- الکساندر تامرت در اتحادیه بین‌المللی فدراسیون‌های دو و میدانی
- الکساندر تامرت در وبگاه کمیته المپیک استونی